# Aram (Bibbia)
Aram è un personaggio della Bibbia citato per la prima volta nella Genesi (10,22).

## Nella Bibbia
Aram fa parte della discendenza di Sem insieme ai suoi fratelli Elam, Assur, Arpacsàd e Lud.
Il suo nome viene dato anche ad un'altra figura biblica, anche essa non proprio attiva nella storia della Genesi: il nipote di Nacor (fratello di Abramo).
È considerato il progenitore eponimo degli Aramei.